# Rezerwat przyrody Jezioro Laska
Rezerwat przyrody Jezioro Laska – faunistyczny rezerwat przyrody położony na terenie gmin Brusy (powiat chojnicki) i Lipnica (powiat bytowski) w województwie pomorskim, obejmujący swym zasięgiem całe jezioro Laska i jego brzegi.
Obszar chroniony utworzony został 1 września 1977 r. na podstawie Zarządzenia Ministra Leśnictwa i Przemysłu Drzewnego z dnia 21 lipca 1977 roku w sprawie uznania za rezerwaty przyrody. Na podstawie zarządzeń z 2014 i 2015 roku określono w nim zadania ochronne i sprecyzowano jego typ.

## Położenie
Według zarządzenia z 2015 rezerwat obejmuje 65,39 ha powierzchni (akt powołujący podawał 70,40 ha) na terenie obszarów ewidencyjnych Widno (dz. ew. nr 397) i Mielno (część dz. nr 7). W bezpośrednim sąsiedztwie leży osada Laska. Przez jezioro prowadzi zaś szlak kajakowy na rzece Zbrzycy. Obszar chroniony położony jest w całości w obrębie obszarów Natura 2000 Sandr Brdy PLH220026 i Wielki Sandr Brdy PLB220001 oraz w większej części na terenie Zaborskiego Parku Krajobrazowego i w niewielkiej w Obszarze Chronionego Krajobrazu Fragment Borów Tucholskich. W pobliżu przebiega ścieżka przyrodnicza „Laska”.

## Charakterystyka
Celem ochrony rezerwatu jest „zachowanie ekosystemu jeziora eutroficznego wraz z charakterystycznymi dla niego biotopami i biocenozami w szczególności populacji i siedlisk gatunków ptaków wodno-błotnych”. Chronione jest jezioro, osiągające do 3,6 m głębokości, a także jego brzegi i przesmyk łączący z sąsiednim Jeziorem Księżym. Szeroka strefa szuwarowa i zanurzona roślinność wodna tworzą warunki do gniazdowania różnych gatunków ptaków wodnych i błotnych takich, jak: łabędź krzykliwy (Cygnus cygus), łabędź niemy (Cygnus olor), perkoz dwuczuby (Podiceps cristatus), łyska (Fulica atra), mewa śmieszka (Chroicocephalus ridibundus), czapla siwa (Ardea cinerea), a także kilka gatunków kaczek (m.in. krzyżówka i gągoł). Występują tu także bielik, kormoran, błotniak stawowy i rybołów.